# Неједнакости између бројевних средина
Неједнакости између бројевних средина су неопходан математички инструмент за доказивање многих других неједнакости.
Познато је да је хармонијска средина мања или једнака геометријској, геометријска мања или једнака аритметичкој, аритметичка мања или једнака квадратној, квадратна мања или једнака кубној и тд...

## Математички запис
Ако је:
H - хармонијска средина
G - геометријска средина
А - аритметичка средина
К - квадратна средина
{\displaystyle min} - минимални члан
{\displaystyle max} - максимални члан
тада важи:
{\displaystyle min\leq H\leq G\leq A\leq K\leq max}

## Општи облик
{\displaystyle min(x_{1},...,x_{n})\leq {\frac {n}{{\frac {1}{x_{1}}}+...+{\frac {1}{x_{n}}}}}\leq {\sqrt[{n}]{x_{1}\cdot ...\cdot x_{n}}}\leq {x_{1}+...+x_{n} \over n}\leq {\sqrt[{}]{\frac {{x_{1}}^{2}+...+{x_{n}}^{2}}{n}}}\leq max(x_{1},...,x_{n})}

### Неједнакост аритметичке и геометријске средине. Доказ индукцијом
Најпре доказујемо да за реалне бројеве x1 < 1 and x2 > 1 следи 
{\displaystyle x_{1}+x_{n}>x_{1}x_{2}+1.}
Заиста, множење обе стране неједнакости x2 > 1 са  1 – x1, даје
{\displaystyle x_{2}-x_{1}x_{2}>1-x_{1},}
одакле непосредно следи тражена неједнакост.
Сада ћемо доказати да за позитивне реалне бројеве x1, . . . , xn, који задовољавају
једнакост x1 . . . xn = 1, важи
{\displaystyle x_{1}+\cdots +x_{n}\geq n.}
Знак једнакост стоји само ако је x1 = ... = xn = 1.
Индукцијска провера: За n = 2 тврђење је тачно на основу горње неједнакости.
Индукцијска претпоставка: Претпоставимо да је тврђење тачне за првих n – 1 природних бројева.
Индукцијски корак: Размотримо случај када за n позитивних реалних бројева x1, . . . , xn, важи x1 . . . xn = 1. Како постоји бар један број xk < 1, постоји бар један xj > 1. Неће се изгубити на општости, ако допустимо да је k =n – 1 and j = n. 
Даље, једнакост x1 . . . xn = 1 напишимо у облику (x1 . . . xn–2) (xn–1 xn) = 1. Тада, из индукцијске претпоставке, следи 
{\displaystyle (x_{1}+\cdots +x_{n-2})+(x_{n-1}x_{n})>n-1.}
Међутим, узимајући у обзир индукцијску проверу, имамо
{\displaystyle x_{1}+\cdots +x_{n-2}+x_{n-1}+x_{n}=(x_{1}+\cdots +x_{n-2})+(x_{n-1}+x_{n})>(x_{1}+\cdots +x_{n-2})+x_{n-1}x_{n}+1>n,}
чиме је доказано тврђење.
Сада, за позитивне реалне бројеве a1, . . . , an, означимо
{\displaystyle x_{1}={\frac {a_{1}}{\sqrt[{n}]{a_{1}\cdots a_{n}}}},...,x_{n}={\frac {a_{n}}{\sqrt[{n}]{a_{1}\cdots a_{n}}}}.}
Како бројеви x1, . . . , xn задовољавају услов
x1 . . . xn = 1, имамо
{\displaystyle {\frac {a_{1}}{\sqrt[{n}]{a_{1}\cdots a_{n}}}}+\cdots +{\frac {a_{n}}{\sqrt[{n}]{a_{1}\cdots a_{n}}}}\geq n,}
чиме се добија неједнакост аритметичке и геометријске средине
{\displaystyle {\frac {a_{1}+\cdots +a_{n}}{n}}\geq {\sqrt[{n}]{a_{1}\cdots a_{n}}},}
при чему једнакост важи само за a1 = ... = an = 1.
Уколико за позитивне реалне бројеве a1, . . . , an, ставимо
{\displaystyle x_{1}={\frac {\frac {1}{a_{1}}}{\sqrt[{n}]{{\frac {1}{a_{1}}}\cdots {\frac {1}{a_{n}}}}}},...,x_{n}={\frac {\frac {1}{a_{n}}}{\sqrt[{n}]{{\frac {1}{a_{1}}}\cdots {\frac {1}{a_{n}}}}}},}
уочавамо да је x1 . . . xn = 1, па је
{\displaystyle {\frac {\frac {1}{a_{1}}}{\sqrt[{n}]{{\frac {1}{a_{1}}}\cdots {\frac {1}{a_{n}}}}}}+\cdots +{\frac {\frac {1}{a_{n}}}{\sqrt[{n}]{{\frac {1}{a_{1}}}\cdots {\frac {1}{a_{n}}}}}}\geq n,}
одакле се добија неједнакост геометријске и хармонијске средине
{\displaystyle {\sqrt[{n}]{a_{1}\cdots a_{n}}}\geq {\frac {n}{{\frac {1}{a_{1}}}+\cdots {\frac {1}{a_{n}}}}}.}